# Микишев, Леонид
Леонид Микишев (род. 16 октября 1946) — советский легкоатлет, специалист по бегу на короткие дистанции. Выступал за сборную СССР по лёгкой атлетике в конце 1960-х годов, обладатель серебряной медали Европейских легкоатлетических игр в помещении, победитель и призёр первенств всесоюзного значения. Представлял Москву и Вооружённые Силы.

## Биография
Леонид Микишев родился 16 октября 1946 года.
Занимался лёгкой атлетикой в Москве, выступал за Вооружённые Силы.
Первого серьёзного успеха на всесоюзном уровне добился в сезоне 1968 года, когда на чемпионате СССР в Ленинакане с командой Вооружённых Сил превзошёл всех соперников в эстафете 4 × 100 метров и завоевал золотую медаль.
В 1969 году вошёл в состав советской сборной и выступил на Европейских легкоатлетических играх в помещении в Белграде, где в программе эстафеты 4 × 390 метров вместе с соотечественниками Александром Братчиковым, Валерием Борзовым и Юрием Зориным стал серебряным призёром, уступив только команде Польши. Позднее на чемпионате СССР в Киеве выиграл серебряные медали на дистанциях 100 и 200 метров. Также с московской командой выиграл эстафету 4 × 100 метров на чемпионате СССР по эстафетному бегу в Ужгороде.